# Karl-Heinz Wißmann
Karl-Heinz Wißmann (* 2. Februar 1947) ist ein ehemaliger deutscher Fußballspieler. Der Stürmer und Mittelfeldspieler hat von 1968 bis 1970 beim MSV Duisburg in der Fußball-Bundesliga 35 Spiele absolviert und sechs Tore erzielt. Nach seinem Wechsel nach Belgien hat er bei VV St. Truiden, RWD Molenbeek und SK Beveren von 1970 bis 1979 in der ersten belgischen Liga 189 Meisterschaftsspiele bestritten und 27 Tore erzielt. Dabei wurde mit Beveren 1979 belgischer Meister.

## Laufbahn
Aus der zweiten Essener Kreisklasse von DJK Grün-Weiß Werden-Heidhausen, wechselte Wissmann als 21-Jähriger 1968 zum Bundesligisten MSV Duisburg. Der MSV verpflichtete daneben noch die weiteren Spieler Helmut Huttary, Anton Burghardt, Johannes Riedl, Axel Rzany und Johannes Linssen. Unter Trainer Robert Gebhardt debütierte der vormalige Amateurspieler am 11. Januar 1969, bei einer 0:1-Auswärtsniederlage beim FC Schalke 04 in der Bundesliga. Er spielte an der Seite von Manfred Müller, Huttary und Willibert Kremer im Mittelfeld und versuchte die Spitzen Horst Gecks und Rainer Budde in Position zu bringen. Am Rundenende belegte das Team aus Meiderich den 12. Rang und Wißmann hatte fünf Bundesligaspiele absolviert. In seiner zweiten Runde, 1969/70, wurde er mit 30 Ligaeinsätzen und sechs Toren Stammspieler. Der Rückhalt im MSV-Gehäuse, Manfred Manglitz war zum 1. FC Köln und Angreifer Gecks zu Kickers Offenbach gewechselt. Von den Neuzugängen schaffte es lediglich Hans Sondermann in die Stammbesetzung und Duisburg kämpfte im zweiten Bundesligajahr von Wißmann durchgehend um den Klassenerhalt. Beim 4:2-Heimerfolg am 10. Oktober 1969 gegen den FC Bayern München hatte er als Linksaußen in der 67. Minute den 2:2-Zwischenstand vor 38.000 Zuschauern erzielt. Sein letztes Bundesligaspiel für den MSV absolvierte er am 30. April 1970 bei dem vorentscheidenden Spiel gegen 1860 München um den Klassenerhalt. Die Mannen um Riedl, Budde und Wißmann setzten sich mit 2:1 durch und Duisburg blieb als 15. in der Bundesliga.
1970 wechselte er zum belgischen Erstligisten VV St. Truiden. Dort spielte Wissmann bis 1975 und stand mit seinem Klub 1971 im belgischen Pokalfinale. Als Mitspieler hatte er in seiner Zeit bei St. Truiden phasenweise Spieler wie Jürgen Fuhrmann, Dieter Hentschel, den österreichischen Torjäger Alfred Riedel, Kurt Rettkowski und Lon Polleunis an seiner Seite. 1975 wechselte er zum damaligen belgischen Meister RWD Molenbeek. Dort spielte er bis 1978. Im Achtelfinale des UEFA-Pokals stand er auch in den zwei Begegnungen gegen den FC Schalke 04 im November/Dezember 1976 mit RWDM auf dem Platz. Das Heimspiel wurde mit 1:0 gewonnen, in Schalke reichte ein 1:1 zum Weiterkommen. Wißmann lief in beiden Spielen im Mittelfeld an der Seite von Johan Boskamp auf. Er scheiterte erst im UEFA-Cup-Halbfinale gegen Athletic Bilbao wegen der „Auswärtstorregel“.
1978 wechselte Wissmann zu KSK Beveren, wo er auf Anhieb mit Mitspielern wie Jean-Marie Pfaff, Erwin Albert und Heinz Schönberger belgischer Meister wurde. Er kam in jener Saison zu 13 Spielen in der Liga, in denen er torfrei blieb.
1979 wechselte er wieder zum VV St. Truiden, wo er bis 1982 spielte. Wißmann beendete 1982 seine Laufbahn als Profifußballer und lebt heute in Belgien.